# Kongo (etnia)
Los kongo son también conocidos con el nombre de bakongo, que es el plural de N’Kongo (ou muKongo) en kikongo. Pueblo etno-lingüístico bantú diseminado mayoritariamente en el bosque denso que va desde la costa atlántica de África y los ríos Congo, Kwilu, Dande y el lago Pool Malebo, así como parte de la sabana. A finales del siglo XX se calculaba que eran unos 10.220.000 individuos. Cifra que a 2009 se estimaba en 12.000.000 de personas.
La cultura afro-brasileña reconoce una de sus matrices fundacionales en las tradiciones del pueblo kongo.

## Historia

### Orígenes
El origen de la etnia kongo es un proceso de mestizaje e hibridación de pueblos que habitan la cuenca del río Congo desde al menos la segunda centuria de la era cristiana. En ese proceso formativo las evidencias lingüísticas señalan la incidencia del proceso de expansión bantú y las arqueológicas la presencia de poblaciones en transición entre culturas neolíticas y de la Edad de los Metales. La tradición oral sitúa la etapa fundacional de la identidad kongo durante el período de consolidación de las grandes jefaturas de los siglos XIII al XVI. El nombre del país de los kongo (Nzi a Congo) respaldaría esta interpretación historiográfica, pues significa literalmente el país de los kongo. Aspecto que es interpretado no tanto como relativo a un reino o monarquía del estilo de las que se sucedieron en Europa, sino como un signo de identidad de unas gentes que compartían una cultura e idioma (kikongo) común, más allá de las fronteras circunstanciales que dicha organización tuviera en un momento dado de la historia. Por otra parte, más que un reino centralizado se considera al llamado reino del Congo como una confederación de pueblos bajo una jefatura común del prestigio de un mani, un líder prestigioso a los ojos de los demás jefes comunales.
Los Bakongo, orginarios del sur, emigraron hacia el siglo III, en un movimiento en espiral, llevados por sus líderes Tuti Dia tiya y Kodi Puanga y se establecieron en los prados de un gran río, el Nzadi o Zaire en portugués. En 1482, los portugueses conducidos por Diogo Cão alcanzaron las costas del Reino del Congo, que entonces se hallaba en su apogeo gracias al comercio con marfil con los pueblos del interior. Los Kongo establecieron relaciones diplomáticas con diversos países, llegando incluso a enviar una delegación a la corte real de Portugal en 1485. Las relaciones que empezaron siendo entre iguales pasaron pronto a ser hegemonizadas por los portugueses. Los misioneros europeos convirtieron a los dirigentes Kongo al cristianismo. Algunos, además, quisieron importar las costumbres y ritos portugueses, lo que no gustó a la mayoría de los Kongo. Además, en 1452, un profeta, Ne-Buela Muanda, predijo la llegada de los portugueses y la esclavitud física y espiritual de muchos Kongo.
Como consecuencia de ello se produjeron tensiones entre partidarios del cristianismo y los seguidores de las religiones Kongo. En 1526, los portugueses fueron expulsados, pero se aliaron contra los Kongo con jefes militares Kongo rebeldes de la provincia de Yaka: Jagas (Bayaka) en 1568. El Reino del Congo nunca recuperó su pasada grandeza. Durante los años siguientes, los Kongo lucharon alternativemente contra y a favor de los portugueses, neerlandeses y españoles para terminar colonizados en 1885. El partido político kongo, la Alianza de los Bakongo (ABAKO) y las comunidades kimbanguistas desempeñó un importante papel en la independencia de la República Democrática del Congo en 1960. Los kongos también jugaron un papel importante en la independencia de la República del Congo (Matswanismo o Matsuanismo (André Matswa o Matsua), UDDIA, PPC) así como la de Angola (FNLA, Tokoïsmo (Simão Toko o Toco), FLEC, CAUNC, ALLIAMA).
El reino estableció impuestos y ordenó el trabajo obligatorio de sus ciudadanos para financiar su estabilidad social. En efecto, el deber principal del rey era ocuparse de la franja más desfavorecida de la sociedad. El rey podía ser hombre o mujer.
Los días de trabajo estaban regulados, de manera que había un día de descanso cada siete días para todo el mundo, pero de modo rotativo según las provincias y los clanes. La semana Kongo constaba de cuatro días, el mes de 28, y había cuatro días de descanso por mes (1 cada 7 días).
Contrariamente a lo que sucedía en muchas sociedades no africanas de la misma época, el sistema social era más favorable a los desfavorecidos en la medida en que los terratenientes y tipo debían ocuparse de los más desvalidos, bajo pena de deshonor. Era obligatorio, por ejemplo, que el patrón hiciera trabajar a sus empleados por la mañana y les dejara la tarde para que pudieran producir para sus familias y para su propio beneficio. La violación de esa norma iba acompañada de un descrédito social.
El rey, por su parte, era responsable de todos esos grupos sociales. Era elegido por un grupo de gobernadores, en general los jefes de tribus importantes y más adelante por las fuerzas portuguesas. Todos los miembros del gobierno eran designados para sus funciones por su competencia, respeto a las costumbres y el aval de las autoridades feligiosas.

## Cultura

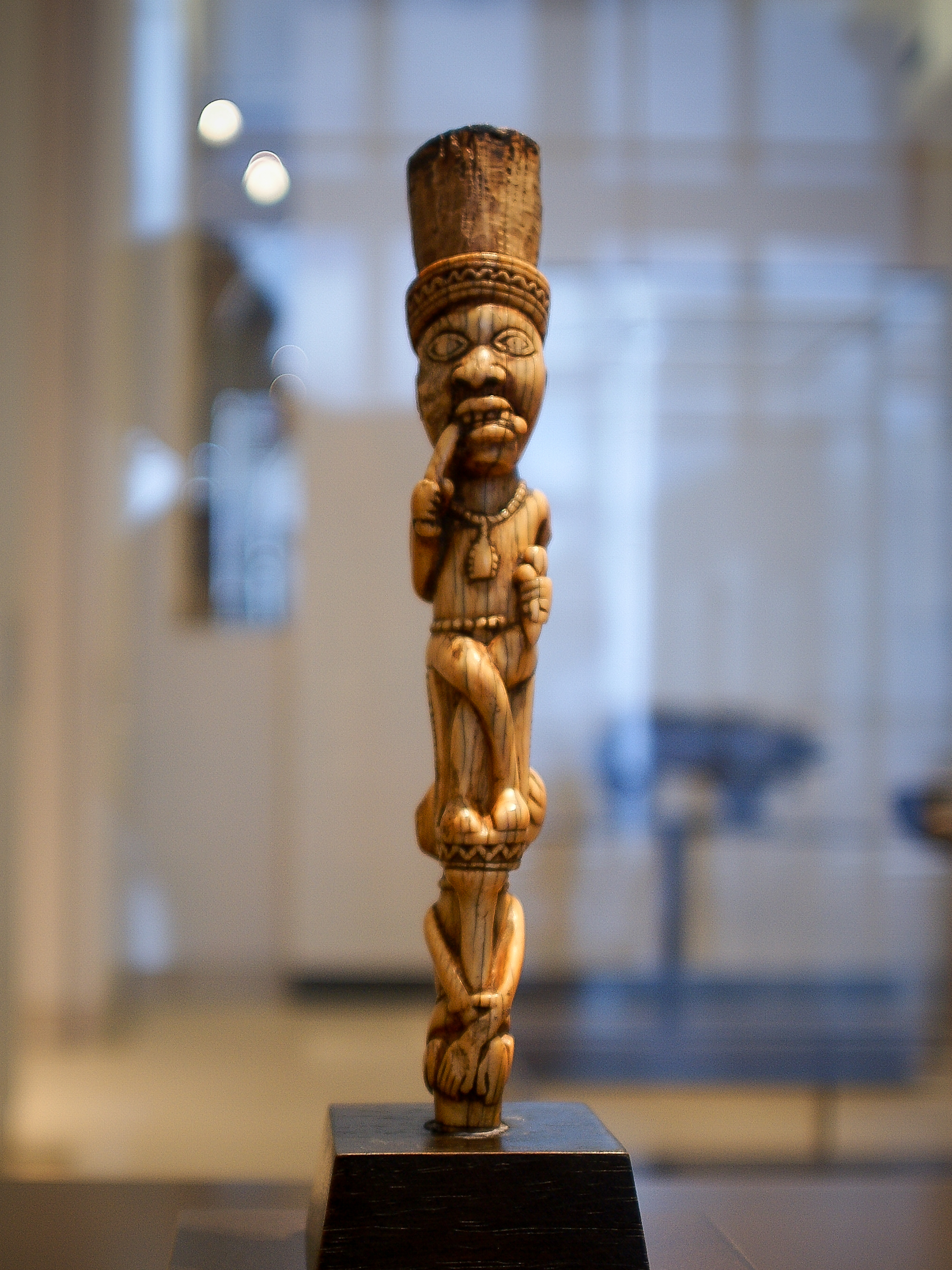
Yombe-sculpture (Louvre)

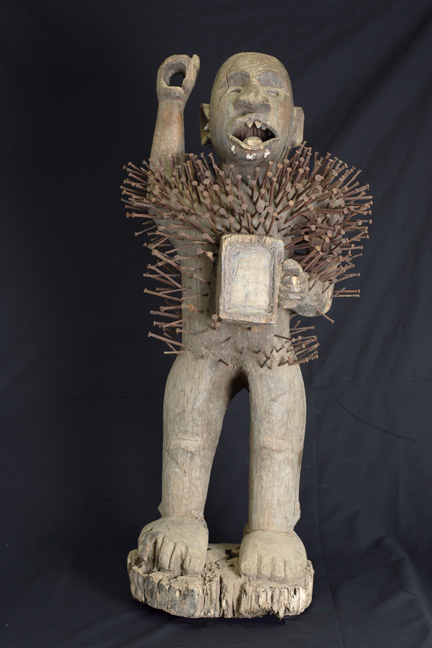
Estatuilla con clavos Kongo.

La religión Kongo cree que el mundo es multidimensional. El mundo material y el mundo espiritual son dos espacios que en determinados puntos del universo se entrecruzan. Los humanos están situados en dimensiones inferiores o avanzadas (los sacerdotes). Los espíritus pertenecen a otra subdivisión de ese universo de al menos ocho dimensiones. En el mundo de los espíritus está la ciudad de los antepasados: Mpemba. 
Más allá de esos mundos está Kalunga Nzambi a Mpungu Tulendo. Los antepasados son una clase de intermediarios entre lo divino y los hombres.
Lo divino se percibe como la causa primaria de todo, la esencia vital de todo y el destino final de todo.
Por eso Kalunga es a la vez el lugar al que se dirigen los espíritus y del que han surgido y el propio Dios, fuente de esos espíritus. Kalunga es también el mar primitivo origen de todo, el autocreado.
La espiritualidad es también la base de la organización política y social.
La intersección entre los dos mundos tiene forma de cruz, lo que explica la importancia de ese símbolo en el pensamiento Kongo. Además, el personaje de Ne-Kongo (origen del nombre Kongo) se supone que es la intersección de Kalunga con el mundo humano, así pues un ser divino con forma humana, también smbolizado por la cruz. Estas similitudes con el cristianismo facilitaron la infiltración.
La descendencia es por línea materna, y el conjunto del pueblo Kongo está agrupado alrededor de 12 clanes, que se encuentran también en las denominaciones de numerosos pueblos del África negra.

## Agricultura
Los Kongo cultivan mandioca, plátanos, maíz, batata, cacahuetes, habas, y taro. Sus fuentes de ingresos son el café, el cacao, plátanos, y aceite de palma. Los hombres se encargan de la caza y la pesca y las mujeres de recolectar y procesar los alimentos, pero muchos Kongo viven, trabajan y comercian en las ciudades.